# Мінінберг Вульф Абрамович
Вульф Абрамович Мінінберг (1906, місто Ніжин, тепер Чернігівської області — травень 1986, місто Москва, тепер Російська Федерація) — радянський діяч, геолог, 1-й секретар Алма-Атинського обласного і міського комітетів КП(б) Казахстану. Депутат Верховної ради Казахської РСР 1-го скликання.

## Життєпис
Народився в родині селянина.
З квітня по листопад 1919 року — чорнороб артілі мінеральних вод у місті Ніжині. З грудня 1919 по травень 1921 року — чорнороб цегельного заводу в Ніжині. З червня по жовтень 1921 року працював пакувальником Ніжинського заводу соління огірків. З листопада 1921 по травень 1922 року — чорнороб цегельного заводу в Ніжині. З червня 1922 по серпень 1923 року працював пакувальником Ніжинського заводу соління огірків. З серпня 1923 по серпень 1924 року був безробітним на біржі праці в Ніжині.
У серпні 1924 — березні 1926 року — пакувальник приватної транспортної контори Каганера в Москві.
У березні 1926 — жовтні 1928 року — агент особливого збройного загону на станції Бойня Московсько-Курської залізниці. У 1926 році вступив до комсомолу.
З жовтня 1928 по жовтень 1929 року — курсант, з жовтня 1929 по листопад 1930 року — помічник командира взводу військової школи 27-го батальйону 9-ї стрілецької дивізії РСЧА в місті Борисоглібську.
Член ВКП(б) з квітня 1930 року.
У листопаді 1930 — жовтні 1932 року — студент Московського інституту силікатів і будівельних матеріалів. У жовтні 1932 — травні 1937 року — студент Московського геологорозвідувального інституту імені Серго Орджонікідзе, інженер-геолог.
З травня по грудень 1937 року — геолог Середньоазіатської експедиції.
У грудні 1937 — травні 1938 року — інженер-диспетчер пошукового розпорядного відділу Головного геологічного управління Народного комісаріату важкої промисловості СРСР.
У травні — червні 1938 року — заступник завідувача промислово-транспортного відділу ЦК КП(б) Казахстану. 
У червні — листопаді 1938 року — 1-й секретар Алма-Атинського обласного і міського комітетів КП(б) Казахстану. 
У листопаді 1938 — серпні 1940 року — заступник народного комісара місцевої промисловості Казахської РСР.
У листопаді 1940 — липні 1941 року — інженер-геолог тресту № 13 Народного комісаріату електротехнічної промисловості СРСР у Москві.
У липні 1941 — квітні 1942 року — начальник Середньо-Уральської експедиції тресту № 13 в місті Свердловську. У квітні 1942 — грудні 1943 року — начальник Памірської експедиції тресту № 13 в районі Вандж Горно-Бадахшанської АО Таджицької РСР. У грудні 1943 — січні 1946 року — начальник експедиції тресту № 13 в Москві. У січні 1946 — травні 1947 року — начальник Памірської експедиції в місті Сталінабаді Таджицької РСР.
У травні 1947 — травні 1950 року — начальник експедиції Головного управління Північного морського шляху в Москві.
У червні 1950 — липні 1952 року — директор Кургасинської копальні Амангельдинського району Кустанайської області Казахської РСР. З липня 1952 по серпень 1953 року не працював, проживав у Амангельдинському районі Кустанайської області.
У серпні 1953 — вересні 1954 року — начальник Осочинської копальні Алтайського управління Міністерства геології СРСР в селі Путинцево Зиряновського району Східно-Казахстанської області Казахської РСР.
У вересні 1954 — вересні 1955 року — начальник геологорозвідувальної експедиції тресту «Росгеологрозвідка» в Москві.
З вересня 1955 по лютий 1957 року — старший інженер-геолог, з лютого 1957 по січень 1958 року — старший інженер відділу геологічних пошуків Державного проєктного інституту із проєктування і пошуків автомобільних доріг «Союздорпроєкт» у Москві.
У лютому 1958 — червні 1963 року — начальник геологорозвідувальної експедиції в місті Кизил Тувинської АРСР.
З червня 1963 по березень 1965 року — на пенсії, працівник ЖЕК № 7 міста Москви.
У березні 1965 — вересні 1967 року — старший товарознавець комплексної експедиції по закордонних геологорозвідувальних роботах. У вересні 1967 — лютому 1969 року — старший товарознавець центральної геологорозвідувальної експедиції Управління зовнішніх відносин Міністерства геології СРСР у Москві.
У лютому 1969 — березні 1981 року — старший технік тресту «Зарубіжгеологія» в Москві.
З березня 1981 року — на пенсії в Москві.
Помер у травні 1986 року в Москві.

## Нагороди
- орден «Знак Пошани»
- 5 медалей